# Iekaterina Toudeguecheva
Iekaterina Nikolaïevna Toudeguecheva (en russe : Екатерина Николаевна Тудегешева et en anglais : Ekaterina Tudegesheva), née le 30 octobre 1987 à Rostov-sur-le-Don, est une snowboardeuse russe spécialisée dans le slalom géant parallèle.
Lors des Championnats du monde 2007, elle s'impose en slalom géant parallèle.

## Palmarès

### Championnats du monde
- Championnats du monde 2007 à Arosa (Suisse) :
  -  Médaille d'or en slalom géant parallèle.
- Championnats du monde 2009 à Gangwon (Corée du Sud) :
  -  Médaille de bronze en slalom parallèle.
- Championnats du monde 2013 à Stoneham (Canada) :
  -  Médaille d'or en slalom parallèle.

### Jeux olympiques d'hiver
- JO de Turin 2006 : 5e du slalom géant parallèle.
- JO de Vancouver 2010 : 10e du slalom génat parallèle.
- JO de Sotchi 2014 : 15e du slalom géant parallèle et 16e du slalom parallèle.

### Coupe du monde
- 1 gros globe de cristal :
  - Vainqueur du classement ASP (parallèle et snowboard cross) en 2011.
- 2 petits globe de cristal :
  - Vainqueur du classement parallèle en 2011.
  - Vainqueur du classement slalom parallèle en 2018.
- 27 podiums dont 12 victoires.

#### Détails
- Saison 2006-2007 :
  - vainqueur de la manche de Bad Gastein en slalom parallèle
- Saison 2009-2010 :
  - vainqueur de la manche de Nendaz en slalom géant parallèle
  - vainqueur de la manche de La Molina en slalom géant parallèle
- Saison 2010-2011 :
  - vainqueur de la manche de Landgraaf en slalom parallèle
  - vainqueur de la manche de Limone Piemonte en slalom géant parallèle
  - vainqueur de la manche de Bad Gastein en slalom parallèle
  - vainqueur de la manche de Stoneham en slalom géant parallèle
  - vainqueur de la manche de Moscou en slalom parallèle
  - vainqueur de la manche de Valmalenco en slalom parallèle
- Saison 2011-2012 :
  - vainqueur de la manche de Stoneham en slalom géant parallèle
- Saison 2012-2013 :
  - vainqueur de la manche de Rogla en slalom géant parallèle